# The Rocket Summer

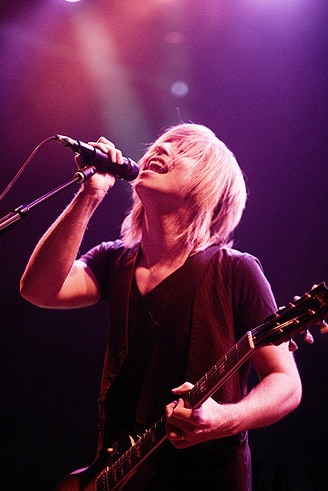
Steven Bryce Avary, Alternative Press Tour

The Rocket Summer es el proyecto musical solista de un joven texano llamado Bryce Avary. La mayoría de canciones de TRS son alegres y optimistas y pertenecen al género del pop/rock alternativo. Bryce toca todos los instrumentos en las canciones de TRS, además de escribirlas. Los instrumentos más notables en su música son el piano, la guitarra, tanto eléctrica como acústica y la batería. 

## Carrera
En el año 2000, cuando Bryce Avary tenía únicamente 16 años, The Rocket Summer lanzó su primer EP, de nombre homónimo. Era una edición limitada de sólo 1000 copias ya que se hizo de manera independiente.[cita requerida]
Posteriormente Bryce lanzó su primer LP, Calendar Days, el 12 de febrero de 2003, lo hizo con la compañía discográfica The Militia Group, aunque lo había grabado de manera independiente con anterioridad, Calendar Days tuvo dos singles promocionales que fueron "Skies so Blue" y "This is Me". Posteriormente se lanzaron otras dos ediciones de Calendar Days, una japonesa, que incluía una pista adicional titulado "She's a Seven" y otra estadounidense que venía unido a un DVD. Calendar Days hizo a The Rocket Summer popular en Estados Unidos y Japón.
El 17 de mayo de 2005 The Rocket Summer lanzó su segundo LP, titulado Hello, Good Friend. El primer sencillo promocional del disco fue "Brat Pack", y tuvo video sólo hasta comienzos del año 2006. En 2007 lanza Do You Feel, cuyas canciones más conocidas son: Break it out y, al igual que el disco, Do you feel.

## Discografía

### The Rocket Summer-EP (2000)
1. So Far Away
2. My Typical Angel
3. Teenage Love Rock
4. That's What She Said
5. December Days

### Calendar Days-LP (2003)
1. Cross My Heart
2. Skies So Blue
3. This Is Me
4. Saturday
5. She's My Baby
6. That's So You
7. Mean Thoughts And Cheap Shots
8. Movie Stars And Super Models
9. What We Hate, We Make
10. TV Family
11. She's A Seven(Incluido únicamente en la edición japonesa del álbum)

### Hello, Good Friend-LP (2005)
1. Move To The Other Side Of The Block
2. I Was So Alone
3. Around The Clock
4. I'm Doing Everything (For You)
5. Tell Me Something Good
6. Never Knew
7. Brat Pack
8. Treasures
9. Story
10. Goodbye Ways And Drive Ways
11. Show Me Everything You've Got
12. Destiny
13. Christmas Present

### Do you feel-LP (2007)
1. Break It Out
2. So Much Love
3. Do You Feel
4. Save
5. All I Have
6. High Life Scenery
7. A Song Is Not A Business Plan
8. Taken Aback
9. Colors
10. Run To You
11. Hold It Up
12. Waiting
13. So, In This Hour...